# Награда Вукове задужбине
Награда Вукове задужбине је годишња награда за најбоља дела из области науке и уметности, објављена на српском језику у периоду између две доделе.
Награду додељује Вукова задужбина од 1990. године. Награда се састоји од повеље, плакете, сребрне медаље са ликом Вука Стефановића Караџића и новчаног износа. Од 2011. донатор награде је Град Лозница. Свечано уручење награде приређује се у оквиру Скупштине Вукове задужбине, а 2007. уручење је приређено у Председништву Републике Србије и награде је уручио академик Дејан Медаковић. Уручењу награде присуствују представници владе, сарадници и дародавци Вукове задужбине.
Специјалну награду за 2015. добио је Милован Витезовић, за целокупно дело, посебно ТВ серију Вук Караџић и монографију Вук наш насушни.

## Добитници
| Год.  | Наука                               | Наука                                                            | Уметност                | Уметност | Реф.          |
| ----- | ----------------------------------- | ---------------------------------------------------------------- | ----------------------- | --- | ------------- |
| 1991. | Миле Недељковић                     | Годишњи обичаји у Срба                                           | Младен Лесковац         | Сабрана дела Лазе Костића                                                                                                   | [ 3 ]         |
| 1992. | Мирослав Пантић                     | Књижевност на тлу Црне Горе и Боке Которске од XVI до XVIII века | Вида Огњеновић          | Је ли било кнежеве вечере (драма)                                                                                           | [ 3 ]         |
| 1993. | Живан Милисавац                     | Историја Матице српске                                           | Новица Петковић         | Сабрана дела Момчила Настасијевића                                                                                          | [ 3 ]         |
| 1994. | Радош Љушић                         | Вожд Карађорђе I                                                 | Светислав Божић         | Литургија Св. Јована Златоустог                                                                                             | [ 3 ]         |
| 1995. | Момчило Спремић                     | Деспот Ђорђе Бранковић и његово доба                             | Драгослав Михаиловић    | Гори Морава (роман) | [ 3 ]         |
| 1996. | Драгиша Живковић                    | Европски оквири српске књижевности                               | Бранко В. Радичевић     | Сујеверице и друге речи III (кратка проза)                                                                                  | [ 3 ]         |
| 1997. | Василије Крестић                    | Грађа о Србима у Хрватској и Славонији (1848–1914)               | Босиљка Поповић-Кићевац | Ретроспективна изложба | [ 3 ]         |
| 1998. | Милош Благојевић                    | Државна управа у српским средњовековним државама                 | Матија Бећковић         | Хлеба и језика (збирка поезије)                                                                                             | [ 3 ]         |
| 1999. | Војислав Кораћ, Марица Шупут        | Архитектура византијског света                                   | Миодраг Јовановић       | Урош Предић (1857–1953), изложба и каталог                                                                                  | [ 3 ]         |
| 2000. | Даница Петровић                     | Хиландарски ктитори у православном појању                        | Гојко Суботић           | Манастир Хиландар (зборник)                                                                                                 | [ 3 ]         |
| 2001. | Радивој Радић                       | Страх у позној Византији (1180–1453)                             | Миро Вуксановић         | Семољ гора (роман) | [ 3 ]         |
| 2002. | Динко Давидов                       | Сентандрејска саборна црква                                      | Олга Јеврић             | Изложба скулптура у Галерији Огранка САНУ у Новом Саду, пролеће 2001.                                                       | [ 3 ]         |
| 2003. | Александар Лома                     | Пракосово                                                        | Божидар Петровић        | Старе српске куће као градитељски подстицај (изложба)                                                                       | [ 3 ]         |
| 2004. | Иван Клајн                          | Творба речи у савременом српском језику I                        | Рајко Петров Ного       | Недремано око (збирка поезије)                                                                                              | [ 3 ]         |
| 2005. | Војислав С. Јовановић са коауторима | Ново Брдо                                                        | Душан Оташевић          | Ретроспективна изложба 1965–2003.                                                                                           | [ 3 ]         |
| 2006. | Коста Николић                       | Драгољуб Михаиловић                                              | Иван Јевтић             | Концерт за кларинет, клавир и оркестар                                                                                      | [ 3 ]         |
| 2007. | Биљана Јовановић-Стипчевић          | Београдски паримејник                                            | Ивица Млађеновић        | Осми београдски тријенале светске архитектуре                                                                               | [ 3 ]         |
| 2008. | Бошко Сувајџић                      | Иларион Руварац и народна књижевност                             | Мирољуб Тодоровић       | Плави ветар (збирка поезије)                                                                                                | [ 3 ]         |
| 2009. | Мирјана Детелић                     | Епски градови (лексикон)                                         | Драгомир Брајковић      | Моје се зна (збирка поезије)                                                                                                | [ 3 ]         |
| 2010. | Предраг Палавестра                  | Историја српске књижевне критике: 1768–2007.                     | Славољуб Галић          | Изложба Снови Хиландара | [ 3 ]         |
| 2011. | Ненад Љубинковић                    | Трагања и одговори: студије из народне књижевности и фолклора I  | Никола Кока Јанковић    | Изложба скулптура и цртежа у Галерији САНУ, 2010.                                                                           | [ 3 ]         |
| 2012. | Снежана Самарџија                   | Облици усмене прозе                                              | Сава Стојков            | Изложба слика у Музеју Војводине, 2011.                                                                                     | [ 3 ]         |
| 2013. | Михаило Војводић                    | Стојан Новаковић – у служби националних и државних интереса      | Михајло Митровић        | Архитектура Београда (1950–2012)                                                                                            | [ 3 ]         |
| 2014. | Драгољуб Живојиновић                |                                                                  | Ђорђе Сибиновић         | Речник поезије (збирка поезије)                                                                                             | [ 4 ]         |
| 2015. | Соња Петровић (1967)                | Сиромаштво у фолклорној традицији Срба од XIII до XIX века       | Бојан Оташевић          | Изложба слика Разговори са пријатељима у галерији Народног музеја Крагујевац, 2014.                                         | [ 5 ]         |
| 2016. | Драгољуб Златковић                  | Речник пиротског говора                                          | Милисав Савић           | (роман) | [ 2 ]         |
| 2017. | Јелица Стојановић                   | Пут српског језика и писма                                       | Бисерка Рајчић          | За преводе (Анджеј Стасјук: Галицијске приче, Евa Зоненберг: Неурачунљиво и Густав Херлинг Груђински: Венецијански портрет) | [ 6 ]         |
| 2018. | Борис Милосављевић                  | Слободан Јовановић: теорија                                      | Михаило Ђоковић Тикало  | Изложба у Галерији „Лазар Возаревић”, од 9. до 31. маја 2017.                                                               | [ 7 ] [ 8 ]   |
| 2019. | Марта Фрајнд                        | У трагању за Лазом Костићем                                      | Миливоје Павловић       | Непресушна веродостојност књижевне кореспонденције (есеј)                                                                   | [ 9 ] [ 10 ]  |
| 2020. | Зоран Живковић (1958)               | Медитерански светионик: медитерански свет у српској књижевности  | Станко Костић           | Изложба Приче о воденици, Галерија науке и технике САНУ, март-април 2019.                                                   | [ 11 ]        |
| 2021. | Љиљана Пешикан Љуштановић           | Пишем ти причу                                                   | Светомир Арсић Басара   | Изложба Радови (1998–2018), у Салону Народног музеја Зрењанин и Галерији САНУ.                                              | [ 12 ] [ 13 ] |
| 2022. | Марко Недић                         | Критички описи                                                   | Јелена Ковачевић        | Страдање (збирка песама) | [ 14 ]        |